# Teus Hagen

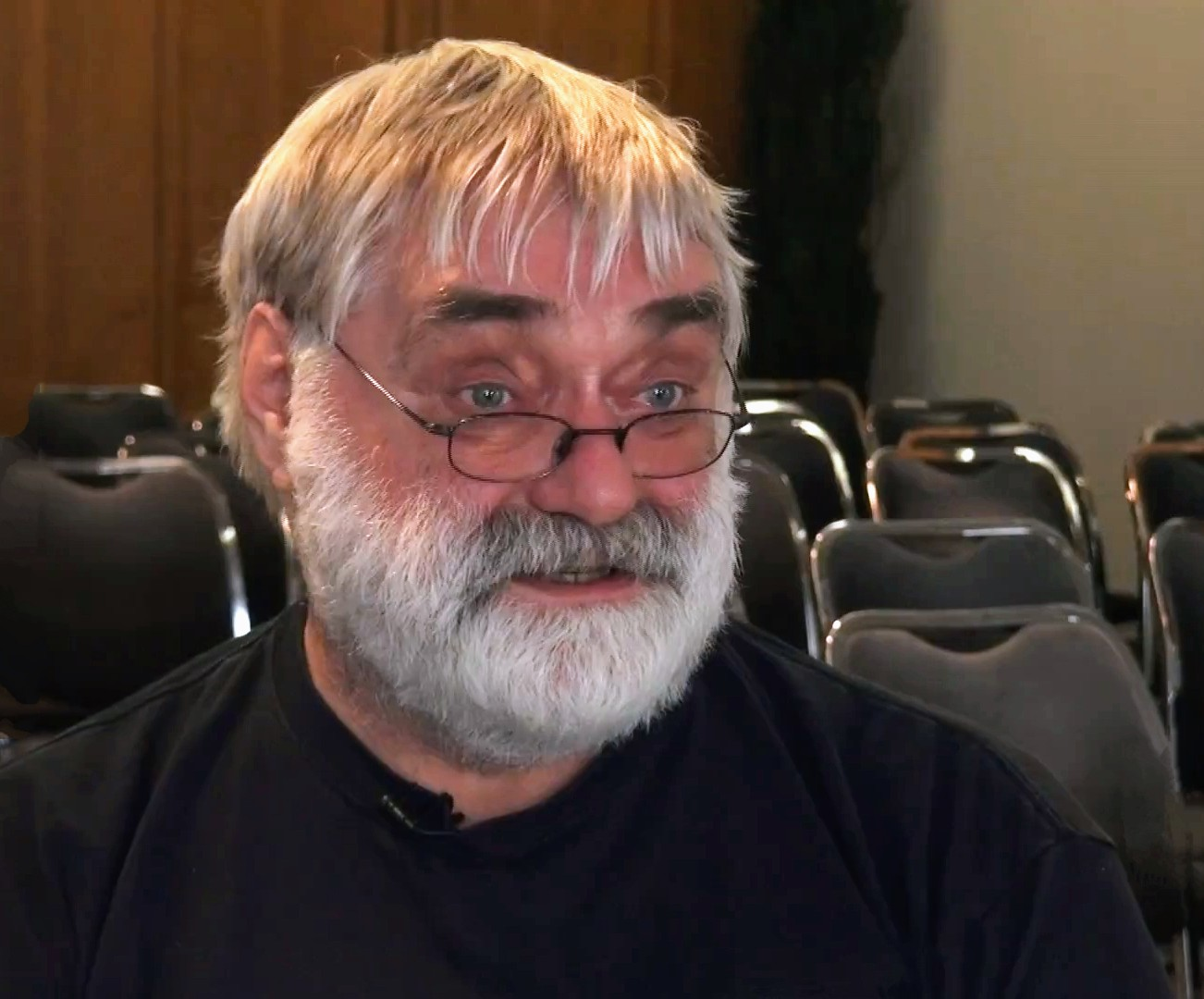
Teus Hagen, 2013

Teus Hagen (Wijnjeterp, 6 oktober 1945) is een Nederlandse internetpionier.
Hagen studeerde wiskunde, informatica en econometrie aan de Universiteit van Amsterdam en leidde daarna het computerlaboratorium van het Centrum Wiskunde & Informatica (CWI). Later initieerde hij de Nederlandse en Europese Unix Gebruikersgroepen NLUUG en EUUG (dat later EURopen werd). Als voorzitter van EUUG startte hij in 1982 het Europese Unix Network (EUnet) als de EUUG-inbeldienst. EUnet was het eerste Europese openbare wide area network.
Aan de University of California, Berkeley begon hij in 1983 met TCP/IP. Een van zijn teamleden, Daniel Karrenberg, is de auteur van het rapport dat adviseerde om TCP/IP te gebruiken voor netwerken in Europa.
Hagen was van 1992 tot 2008 voorzitter en directeur van stichting NLnet, de eerste Nederlandse internetprovider en tegenwoordig een fonds dat ontwikkeling van een open informatiemaatschappij en open source software stimuleert en financiert. Vanuit NLnet was Hagen in 2004 betrokken bij de certificeringsinstantie CAcert en was hij bestuurslid en in 2008 voorzitter.
Hagen werd door NLUUG en Usenix erkend voor zijn Open Source- bijdragen en in 2013 uitgeroepen tot "Wereldwijde Verbinder" in de Internet Hall of Fame.